# Dja FM
Pour les articles homonymes, voir Dja.
Radio Privée DJA FM, plus précisément connue par DJA FM, est la première radio privée de N'Djamena, existe depuis 1998. DJA est une radio généraliste avec une orientation vers la jeunesse et la femme. Le programme est constitué de news, de magazines et d´émissions interactives en français et arabe local sur 60 heures par semaine,,,.